# Igriés
Igriés – gmina w Hiszpanii, w prowincji Huesca, w Aragonii, o powierzchni 19,17 km². W 2011 roku gmina liczyła 658 mieszkańców.